# هيوم هوران
هيوم هوران (بالإنجليزية: Hume Horan)‏ هو دبلوماسي أمريكي، ولد في 13 أغسطس 1934، وتوفي في 22 يوليو 2004.

## وصلات خارجية
- هيوم هوران على موقع إن إن دي بي (الإنجليزية)